# Farmaco di fascia C
Un farmaco di fascia C individua, tra i farmaci in Italia, una tipologia di classificazione attribuita dal servizio sanitario nazionale italiano a farmaci non concessi dal SSN e quindi a carico del cittadino. Sono medicinali utilizzati per patologie di lieve entità, o considerate minori, che, quindi, non sono considerati “essenziali” o “salvavita”.
Con la legge n. 311/2004 (legge finanziaria 2005) è stata individuata una nuova fascia di medicinali, la C-bis, che comprende i medicinali non soggetti a ricetta medica con accesso alla pubblicità al pubblico, cioè i medicinali di automedicazione.
Il decreto legge 20 maggio 2005, n. 87, convertito con modificazioni dalla legge 26 luglio 2005, n.149, e successivamente il D.L. 24/01/2012, n. 1, convertito con modificazioni dalla legge 24/03/2012, n. 27, hanno introdotto delle novità per i medicinali di fascia C e C-bis: tali decreti hanno infatti stabilito che anche per i medicinali di fascia C da vendersi dietro presentazione di ricetta medica, il medico, nel prescrivere un farmaco, è tenuto, sulla base della sua specifica competenza professionale, a informare il paziente dell'eventuale presenza in commercio di medicinali aventi uguale composizione in principi attivi, nonché forma farmaceutica, via di somministrazione, modalità di rilascio e dosaggio unitario uguali. Il farmacista, qualora sulla ricetta non risulti apposta dal medico l'indicazione della non sostituibilità del farmaco prescritto, dopo aver informato il cliente e salvo espressa richiesta di quest'ultimo, è tenuto a fornire il medicinale prescritto quando nessun medicinale fra quelli indicati nel periodo precedente abbia prezzo più basso o a fornire il medicinale avente prezzo più basso.
Il prezzo dei medicinali di fascia C e di quelli fascia C-bis può essere aumentato ogni due anni, precisamente nel mese di gennaio degli anni dispari.
La legge n. 296/2006 (legge finanziaria 2007) ha stabilito che il prezzo al pubblico dei medicinali non soggetti a prescrizione medica è stabilito da ciascun titolare di farmacia o di esercizio commerciale diverso dalle farmacie e che il prezzo deve essere reso noto al pubblico nel punto di vendita, mediante listini o altre equivalenti modalità.
Il citato D.L. n. 1/2012 ha stabilito anche che "le farmacie possono praticare sconti sui prezzi di tutti i tipi di farmaci e prodotti venduti pagati dai clienti, dandone informazione alla clientela".